# Herzlich willkommen (Film)
Herzlich willkommen ist ein deutscher Spielfilm von Hark Bohm mit seinem Adoptivsohn Uwe Bohm und Barbara Auer in den Hauptrollen. Die Geschichte basiert auf dem gleichnamigen Roman (1984) von Walter Kempowski.

## Handlung
Ostdeutschland in den ausgehenden 1940er Jahren. Die Sowjetmacht hat ein stalinistisches Regime errichtet, das ein Aufatmen nach zwölf Jahren Hitler-Diktatur kaum möglich macht. In diesem Umfeld totaler Überwachung und staatlicher Drangsalierungen wächst der Jugendliche Friedrich Dombrowski auf. Eines Tages begeht er eine läppische Dummheit, für die er von den SED-Sozialisten drakonisch bestraft wird: Der kleine Friedrich muss für zehn Jahre in Bautzen einsitzen. Nach seiner Haftverbüßung flieht er sofort gen Westen und lässt sich in der Bundesrepublik der Adenauer-Zeit nieder, die zum großen Teil von alten Reaktionären und gewendeten Alt-Nazis bevölkert ist. Einer von ihnen ist Friedrichs ehemaliger Schuldirektor Dr. Fischer, der mittlerweile ein Heim für teils schwer Erziehbare, teils geistig behinderte oder zumindest sozial geschädigte Jugendliche leitet. Fischer tut dies mit der ihm innewohnenden, reaktionären Grundhaltung, die sich auf eine Erziehung der „harten Hand“ und des „Wegschließens“ von Problemfällen begrenzt. Verständnis zeigen oder gar das Eingehen auf die Probleme seiner Zöglinge sieht Fischers Erziehungskonzept nicht vor.
In diese Welt gerät Friedrich, denn sein alter Schulleiter bietet dem Ostflüchtling eine Praktikantenstelle in seiner Erziehungsanstalt an. Der junge Mann mit seinem idealistischen Wertekanon ist entsetzt, welches Regiment Dr. Fischer aufgebaut hat, und möchte als Erzieher alles anders machen. Nach anfänglicher Zurückhaltung und Vorsicht findet er in seiner direkten Vorgesetzten Elke Kramer eine Verbündete. Will sie zu Beginn ihre eigene Karriere nicht gefährden und wagt daher nicht, gegen Fischers Methoden aufzubegehren, so schlägt sich Elke in zunehmendem Maße, nachdem sie sich in den jungen Kollegen Friedrich verliebt hat, auf dessen Seite.
Bald aber gerät Friedrich an seine emotionalen wie fachlichen Grenzen. Die 13-jährige Iris etwa, die von ihrem Vater sexuell missbraucht wird, bittet Friedrich in ihrer Verzweiflung, sie zu adoptieren oder sogar zu heiraten – nur um dem Elend ihrer jetzigen Existenz zu entkommen. Und der kleine, sechsjährige Fritz, der ihn nicht nur des Namens wegen an seine eigene Kindheit erinnert, steht vor einem nicht weniger großen Problem: der aufgeweckte, aber auch labile Junge soll in die Psychiatrie abgeschoben werden. Friedrich weiß, dass er jetzt handeln muss, und er beschließt, gemeinsam mit Elke und Fritz aus dieser Erziehungshölle zu fliehen …

## Produktionsnotizen
Gedreht im Wendejahr 1989, kam diese Ost-West-Geschichte am 22. Februar 1990 in die heimischen Kinos. Die Fernsehpremiere fand am 27. Oktober 1992 im ZDF statt.

## Kritiken
Der Film erhielt gemischte Besprechungen. Nachfolgend drei Beispiele:
In der Fachzeitschrift Cinema war zu lesen: „Bohm schafft es, die an sich dramatischen Episoden mit einer gesunden Portion warmherzigen Humors zu erzählen. So wie im wahren Leben lauert hinter jedem Grauen ein Stück Komik – sofern man es aus einer gewissen Distanz heraus betrachtet. Und genau das macht den Film so packend.“.

„Hark Bohm stützt sich auf Motive des Romans von Walter Kempowski, aber im Grunde ist es doch ausschließlich sein Film …im starken sozialen Engagement, in der etwas spekulativen erotischen Komponente und in einem soliden Handlungsbogen.“

Im Lexikon des Internationalen Films heißt es: „Die Erzählstränge von der erwachenden Liebe und der nicht bewältigten Vergangenheit laufen in der ungereimten Geschichte nie zusammen und verlieren auch durch die nachlässig geführten Schauspieler, die biedere Bildgestaltung und die bedeutungsschwangere Musik viel von der möglichen Wirkung. Einzig überzeugend: der kleine David Bohm.“